# 斯塔滕島和議

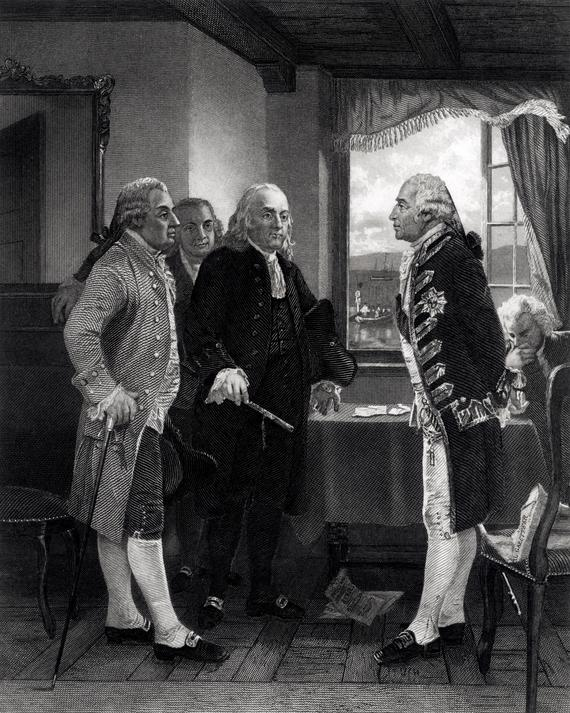
斯塔滕島和議想像圖。繪於19世紀。

斯塔滕島和議（英語：Staten Island Peace Conference）是英國與美國在長島會戰後的停戰談判。
1776年8月底，美軍在長島會戰落敗，在曼哈頓島陷入孤立。海軍中將理查德·何奧再次向美軍提出和談，而大陸議會則派出約翰·亞當斯、本傑明·富蘭克林及愛德華·拉特利奇三名代表前往紐約。9月11日，雙方在斯塔滕島南端的會議大宅會面，但由於分歧過大，會議未有成果。和會結束後四日，英軍恢復攻勢，並發動基普灣登陸戰，登陸曼哈頓島。

## 背景及籌備
1770年代初，英國與北美殖民地的關係急轉直下，終於在1775年引發戰爭。不過這段時間，雙方一直有嘗試和解。第一屆大陸議會在1774年10月曾向喬治三世發送了《致英皇請願書》，而第二屆大陸議會又在1775年7月向倫敦發送《橄欖枝請願書》，兩次重申向英皇效忠；至於英國國會，也在1775年2月通過了諾斯勳爵草擬的《安撫決議案》，准許效忠英皇的省份免稅。不過，這些和解意願最終全數落空，殖民地與英國的關係更因邦克山戰役及《平叛詔書》，而陷入谷底。
1776年1月，湯瑪斯·潘恩的《常識》在北美出版，並風行各地，殖民地的領袖開始傾向獨立建國。不過，殖民地與英國仍未完全放棄和解。在北美英軍總司令威廉·何奧及北美及西印度艦隊總司令理查德·何奧爭取下，國會向兩人授權，准許他們頒佈有限度特赦。由於兩人與班傑明·富蘭克林素有交情，故此三人已曾私下討論，協調殖民地與英國的衝突。
1776年7月，理查德·何奧的艦隊抵達紐約市外，並且佔據斯塔滕島。何奧打算與大陸軍總司令喬治·華盛頓會談，而三次向華盛頓送上信件。當時美國已經宣佈獨立，但何奧的信件上款只稱華盛頓為「先生」，沒有承認他在美國的身份，結果華盛頓拒絕接信。至於華盛頓與何奧手下軍官在7月20日的面談，也不歡而散。事後，理查德·何奧向富蘭克林寫信，詳述英國的特赦令，並由富蘭克林在7月30日於大陸議會中宣讀。不過富蘭克林同時向何奧表明，單憑特赦已不能令殖民者停止反抗，亦對何奧無法促使雙方和解感到失望。
1776年8月27日，英軍在長島會戰勝利，迫使美軍撤回曼哈頓島，革命因此陷入危機。何奧兄弟決定嘗試重啟會談，並且假釋了俘虜約翰·沙利文將軍，派他向費城的大陸議會傳達信息，邀請議會派代表到紐約參與和議。至於大陸軍方面，華盛頓在兵敗後陷入戰略被動。由於曼哈頓島三面環水，且只有一道橋樑連接大陸，英軍可輕易將大陸軍包圍。華盛頓認為大陸軍若要棄城，必須將紐約市焚毀，但這決定必須先獲得大陸議會同意。故此，華盛頓便向議會發信請示。
9月2日，華盛頓的信件與沙利民恰好同時抵達費城，議會開始就事討論。約翰·漢考克先代表議會回覆華盛頓，指大陸軍絕不可以破壞紐約市。然而在和議召開前，大部分的將軍仍然希望死守紐約，只有華盛頓、彌敦內爾·格連、以色列·普特南及約瑟·李德等少數派主張撤退。
9月9日，大陸議會經過多日爭論後，派出富蘭克林、約翰·亞當斯及愛德華·拉特利奇三人為和會代表，不過三人卻沒有權力與英國談判，只獲授權答問。何奧兄弟得悉此事後，更一度考慮取消會面。與會雙方都不相信會議會有實質成果。

## 會面
9月11日，英國及美國代表在斯塔滕島南端的會議大宅會面。會議歷時三小時，大部分時間均由理查德·何奧發言。在美國獨立一事上，何奧表示無法予以承認，而亞當斯則表明大陸議會不會取消獨立。在《強制法案》一事上，拉特利奇曾問及何奧會否撤回法案，但何奧卻指自己只獲授權暫緩推行，而且前提是殖民者必須先服從英國政府。最後在特赦令方面，何奧表示自己有權特赦大部分的反叛者，但與會代表並不接受。亞當斯在多年之後，才得悉自己被英國政府指明不赦。

## 會後
會議結束後，何奧兄弟籌備再次進攻。至於華盛頓則在12日舉行最後一次軍事會議，決定撤到曼哈頓島中央的哈林高地。何奧在9月15日發動基普灣登陸戰，而哈林高地戰役則在16日爆發。華盛頓雖然沒有焚燒紐約，但紐約在9月21日仍然發生大火，造成市區廣泛破壞。放火的兇手雖然一直未明，但英軍仍乘機搜捕美軍間諜，並將彌敦·哈爾殺死。